# NGC 2828
NGC 2828 est une galaxie lenticulaire située dans la constellation du Lynx. NGC 2828 a été découverte par le physicien irlandais George Stoney en 1850.

## Caractéristiques
Sa vitesse par rapport au fond diffus cosmologique est de 6 672 ± 17 km/s, ce qui correspond à une distance de Hubble de 98,4 ± 6,9 Mpc (∼321 millions d'al).
À ce jour, une mesure non basée sur le décalage vers le rouge (redshift) donne une distance d'environ 112,000 Mpc (∼365 millions d'al). Cette valeur est légèrement à l'extérieur des valeurs de la distance de Hubble. Notons cependant que c'est avec la valeur moyenne des mesures indépendantes, lorsqu'elles existent, que la base de données NASA/IPAC calcule le diamètre d'une galaxie et qu'en conséquence le diamètre de NGC 2828 pourrait être d'environ 18,5 kpc (∼60 300 al) si on utilisait la distance de Hubble pour le calculer.